# اچ‌ام‌اس اورورا (۱۸۸۷)

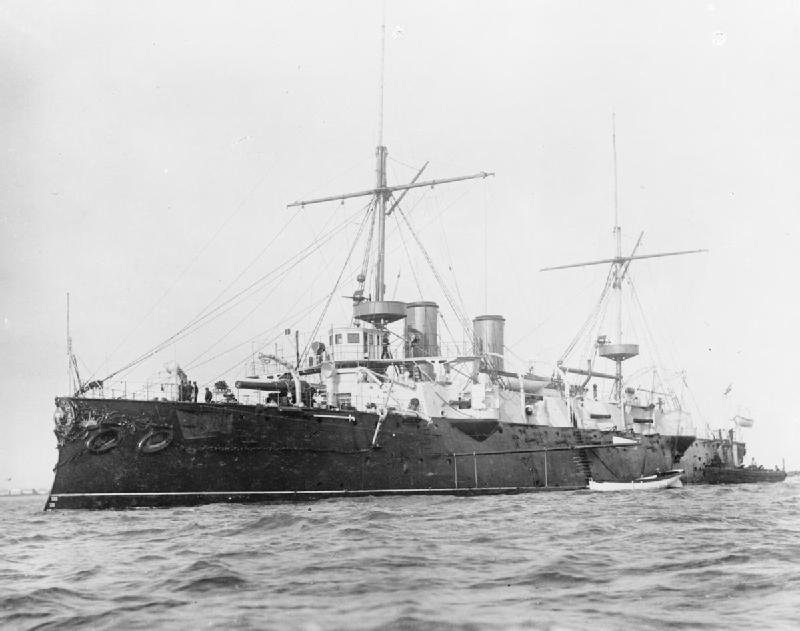
کشتی اچ‌ام‌اس اورورا (۱۸۸۷)

اچ‌ام‌اس اورورا (۱۸۸۷) (به انگلیسی: HMS Aurora (1887)) یک کشتی بود که طول آن ۳۰۰ فوت (۹۱ متر) بود. این کشتی در سال ۱۸۸۷ ساخته شد.